# Gustaf Håkanson
Gustaf Oscar Håkanson, född 6 juli 1865, död 1936, var en svensk industriledare, bland annat som vd och styrelseordförande för Viskafors gummifabrik
Håkanson var barnbarn till Sven Erikson och kom att göra karriär inom familjens industrisfär. 1891 grundade han tillsammans med Emil Jagenburg AB Merinos i Borås.  Han utsågs till vd och styrelseordförande för Viskafors gummifabrik 1913 som efterträdare till Johannes Erikson som grundat verksamheten. Johannes Erikson var Håkansons morbror och den tidigare disponenten vid gummifabriken i Viskafors Hjalmar Hallin var Håkansons kusin.
Han var gift med Zelma Augusta Jagenburg som var dotter till Gustaf Jagenburg. Hans föräldrar var disponenten Anders Håkanson och Edla Erikson. Brodern Edvin Håkanson var även han verksam inom familjesfären med chefsposter och styrelseuppdrag i Rydboholms aktiebolag, Kungsfors spinneri AB och Rydahls Manufaktur AB.